# Thomas M. Barker
Thomas Mack Barker (* 1929 in Minneapolis, Minnesota) ist ein US-amerikanischer Historiker.
Barker studierte am Carleton College (B.A. magna cum laude 1951) in Northfield, Minnesota und an der Harvard University (M.A. 1952) in Cambridge, Massachusetts. 1957 erwarb er bei Harold C. Deutsch einen Ph.D. in History (Thesis: The historical development of the Carinthian Slovene minority: the Klagenfurt Basin question) an der University of Minnesota in Minneapolis, Minnesota. Mit einem Fulbright-Stipendium hielt er sich 1952/53 zum European-Studies-Studium an der Universität Innsbruck in Österreich auf. Dort kam er wissenschaftlich mit der Geschichte der Habsburger in Kontakt, mit der er sich in der Folge beschäftigte.
Er ist emeritus Professor of History an der University at Albany, The State University of New York.

## Schriften (Auswahl)
(Werke des Autors werden z. T. durch die Columbia University Press vertrieben)
- Double eagle and crescent. Vienna’s second Turkish siege and its historical setting. State University of New York Press, Albany 1968.

- deutsche Übersetzung: Doppeladler und Halbmond. Entscheidungsjahr 1683. Verlag Styria, Graz u. a. 1982, ISBN 3-222-11407-2. (übersetzt und bearbeitet von Gertraud und Peter Broucek)

- (Hrsg.): Frederick the Great and the making of Prussia. Holt, Rinehart and Winston, New York u. a. 1972, ISBN 0-03-082860-0.
- The military intellectual and battle. Raimondo Montecuccoli and the Thirty Years’ War. State University of New York Press, Albany 1975, ISBN 0-87395-250-2.
- Army, aristocracy, monarchy. Essays on war, society, and government in Austria, 1618–1780. East European Monographs, Boulder 1982, ISBN 0-930888-14-6.
- mit Andreas Moritsch: The Slovene minority of Carinthia. East European Monographs, Boulder 1984, ISBN 0-88033-061-9.
- mit Rafael Bañón Martínez (Hrsg.): Armed forces and society in Spain past and present. Social Science Monographs, Boulder 1988, ISBN 0-88033-959-4.
- Social revolutionaries and secret agents. The Carinthian Slovene partisans and Britain’s special operations executive. East European Monographs, Boulder 1990, ISBN 0-88033-173-9.